# Majda Vrhovnik
Majda Vrhovnik  (Liubliana, 14 de abril de 1922 - 4 de mayo de 1945), con nombre de guerra Lojzka, fue una comunista eslovena y estudiante de Medicina. Fue miembro del Comité de Distrito del Partido Comunista de Eslovenia por Klagenfurt y, tras su muerte, fue nombrada heroína popular de Yugoslavia.

## Biografía
Majda Vrhovnik nació el 14 de abril de 1922 en Liubliana. Su hermano mayor Vladimir Vrhovnik (17 de agosto de 1916 - 28 de abril de 1945, alias Volodja o Mirko, también miembro del Partido Comunista) nació en Viena, pero la familia se trasladó a Liubliana tras la Primera Guerra Mundial.
Tras graduarse en secundaria superior, se matriculó en la Facultad de Medicina de la Universidad de Liubliana. Durante sus estudios fue miembro del Club Esloveno y del movimiento revolucionario estudiantil. En 1940 fue aceptada como miembro del Partido Comunista de Yugoslavia.
Vrhovnik se unió al movimiento clandestino inmediatamente después de la ocupación de Yugoslavia. Se convirtió en mensajera del secretario de organización del Comité Central del Partido Comunista de Eslovenia, Tone Tomšič (1910-1942). Cuando las fuerzas de ocupación se enteraron de su actividad, la condenaron a cadena perpetua en rebeldía y retuvieron a sus padres como rehenes durante varios meses. No obstante, Vrhovnik permaneció en Liubliana. Participó en la organización de una imprenta clandestina para la resistencia en Liubliana. Como mensajera, transportaba manuscritos para las imprentas clandestinas de Liubliana con los nombres en clave Podmornica «submarino» en la calle Brdo (Cesta na Brdo) n.º 95 y Tunel «túnel» en la calle Emona (Emonska cesta) nº 2. Con la ayuda de su hermano, consiguió instalar un búnker donde, a partir del 4 de mayo de 1943, reprodujo durante nueve meses ejemplares de Ljudska pravica (La justicia del pueblo), Slovenski poročevalec (Reportero esloveno), Radio vestnik (Radio mensajera) y otros folletos diversos.
Por decisión propia, el 22 de enero de 1944 fue enviada al Litoral esloveno. Allí trabajó como instructora de la Unión de Jóvenes Comunistas de Yugoslavia (SKOJ) para Idrija e instructora de los cursos de formación de la SKOJ para el Comité Regional de la SKOJ para el Litoral. Sin embargo, no permaneció allí mucho tiempo, sino que se ofreció voluntaria para trabajar en Carintia. En 1944 fue nombrada secretaria del Comité de Distrito del Partido Comunista de Eslovenia para Mežica; cruzó el río Drava y atravesó los montes Sattnitz, trabajando primero en la zona de Völkermarkt y luego en Klagenfurt. En otoño de 1944 se convirtió en miembro del Comité de Distrito del Partido Comunista de Eslovenia para Klagenfurt. Disfrazada de campesina, pasó varios meses en Klagenfurt y participó en la organización de comités del Frente de Liberación, espionaje y publicaciones ilegales para la ciudad.
La Gestapo logró descubrirla a traición y el 28 de febrero de 1945 fue detenida en una casa situada bajo la colina de Kreuzbergl, en Klagenfurt. Fue torturada en prisión y fusilada el 4 de mayo de 1945. Su tumba permanece sin nombre hasta hoy. Fue proclamada Héroe del Pueblo de Yugoslavia el 5 de julio de 1951 o el 20 de diciembre de 1951.

## Legado
La Escuela Primaria Majda Vrhovnik (Osnovna šola Majde Vrhovnik) de la calle Gregorčič (Gregorčičeva ulica) nº 16 de Liubliana recibió el nombre de Vrhovnik en 1958, creada mediante la fusión de la Escuela Primaria nº 5 de la calle Šubic (Šubičeva ulica) y la Escuela Primaria nº 6 de la calle Vrtača. El escultor esloveno Stojan Batič creó un busto de Vrhovnik en 1961 que se encuentra frente a la escuela.
«Majda Vrhovnik» fue utilizado como seudónimo por Franci Zavrl, editor de Mladina, tras su detención. El seudónimo “Majda Vrhovnik” también fue utilizado por el periodista de Mladina Vlado Miheljak en la misma época.